# Нарочано-Вилейская низменность
Нарочано-Вилейская низменность (бел. Нарачана-Вілейская нізіна) — физико-географический район Белорусского Поозерья, на северо-востоке Гродненской и северо-западе Минской областей Беларуси, в бассейне верхнего и среднего течения реки Вилия. На севере ограничена Свентянскими грядами, на юго-востоке — Минской, на юго-западе — Ошмянской возвышенностями. На востоке переходит в Верхнеберезинскую, на западе в Нерисо-Жеймянскую низины. Высоты 155—190 метров, наибольшая 232 метра (Константиновская гряда), площадь около 7,4 тыс. км², протяжённость с запада на восток 115—145 км, с севера на юг 35-75 км.
В современной системе физико-географического районирования Беларуси Нарочано-Вилейская низменность разделена на два района: Нарочанская равнина в составе округа Нарочано-Ушачского Поозерья Белорусской Поозёрской провинции и Вилейская равнина в составе Центрального округа Белорусской гряды Западно-Белорусской провинции.

## Геоморфология
Большая часть территории занята водно-ледниковой равниной, сложенной флювио- и лимногляциальными отложениями, которая сформировалась после спуска Вилейского приледникового озера в процессе отступления Поозерского (Валдайскаго) ледника. Поверхность преимущественно пологоволнистая, относительные превышения 3—7 метров. Характерны замкнутые заболоченные участки с реликтовыми озёрами, озёрные котловины, дюны.
На севере низменности конечно-моренные гряды Поозерского оледенения: Свирская, Константиновская, Северо- и Южно-Нарочанские. Они образованы комплексами холмов и увалов длиной 0,5—3 километра с относительными высотами 10—20 метров. К окраинам Свирской и Северо-Нарочанской гряд приурочены озы и камы. На востоке конечно-моренные образования Сожского (Московского) оледенения — Куренецкая и Костеневицкая гряды.

## Гидрология и климат

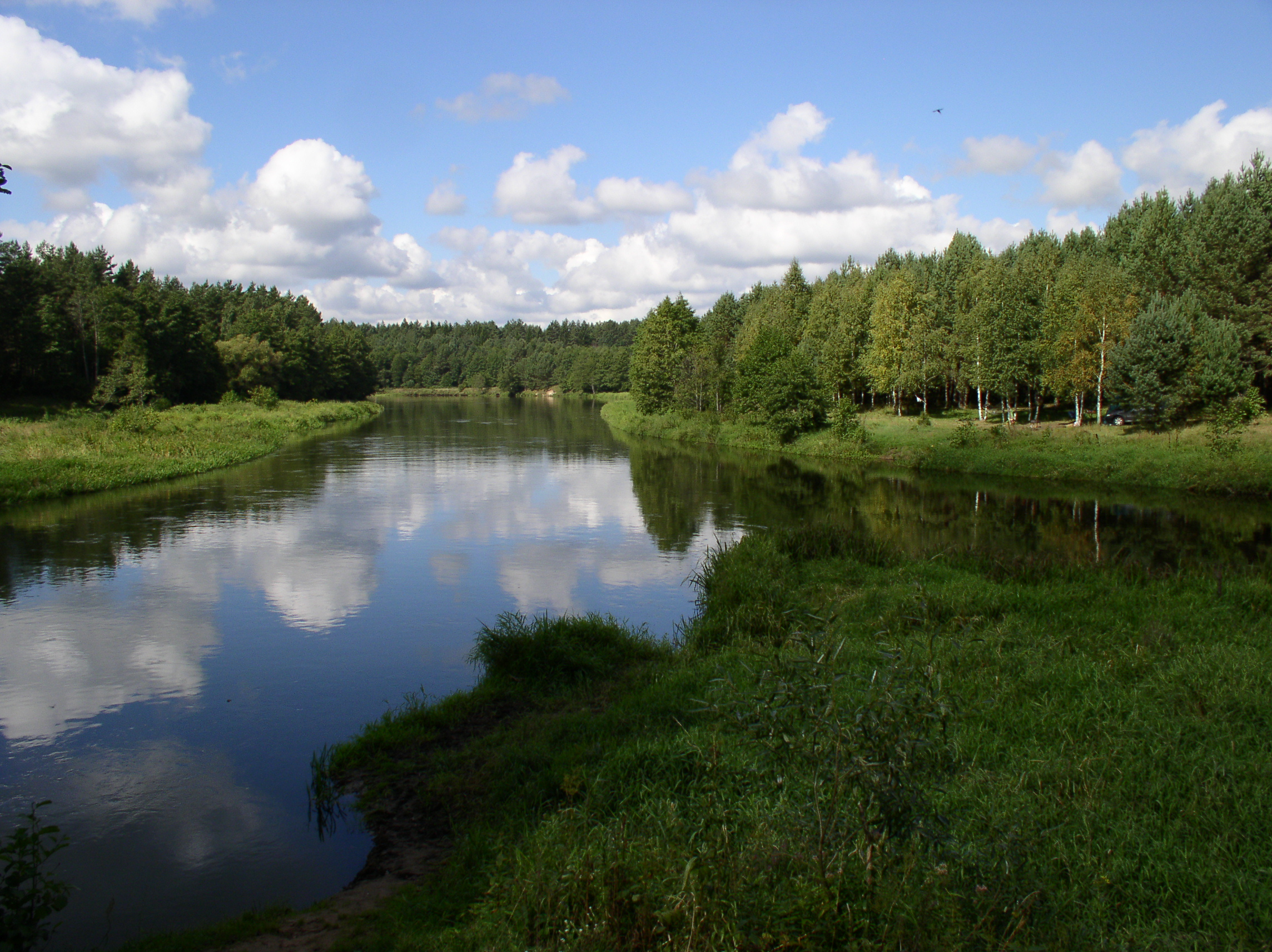
Место впадения Нарочи в Вилию

Низина дренируется рекой Вилия с притоками Ошмянка, Оксна, Уша, Илия (река), Двиноса, Сервач, Нарочь, Страча, Струна. Много озёр ледникового происхождения, составляющих несколько групп: Нарочанскую, Мядельскую, Болдукскую, Сарочанскую, Свирскую. В пределах Нарочано-Вилейской низины начинается Вилейско-Минская водная система, в составе которой Вилейское водохранилище.
Средняя температура января −7,5 °C, июля 16,8 °C, годовое количество осадков 600 мм.

## Почвы и растительность
Почвы дерново-подзолистые, в понижениях торфяно-болотные, дерново-перегнойно-глеевые. Болота главным образом низинные. Под лесом 36 % территории, преобладают сосновые, встречаются широколиственно-еловые леса. В поймах рек и у озёр луга. Под пашней до 35 % территории.
В пределах низины расположен Нарочанский национальный парк, заказники: Голубые озёра, Черемшица, Дубатовское, Некасецкий, Пасынки, Рудаково. Вокруг озеро Нарочь курортная и водоохранные зоны.